# (4603) Bertaud
Pour les articles homonymes, voir Bertaud.
(4603) Bertaud est un astéroïde de la ceinture principale.

## Description
(4603) Bertaud est un astéroïde de la ceinture principale d'astéroïdes. Il fut découvert le 25 novembre 1986 à Caussols par le CERGA. Il présente une orbite caractérisée par un demi-grand axe de 2,63 UA, une excentricité de 0,24 et une inclinaison de 12,5° par rapport à l'écliptique.

## Compléments